# Асинхронна комуникация
Асинхронната комуникация е двупосочна комуникация, по време на която има забавяне между изпращането и получаването на съобщенията. Изпращането на e-mail съобщения е средство за такава комуникация. Асинхронна комуникация (АК) може да се дефинира също, като размяна на съобщения между два или повече участника или устройства, които не са едновременно въвлечени в комуникацията и не се използва синхронизиращ механизъм, като часовник определящ кой и кога може да изпрати или получи съобщение. Най-често терминът описва комуникация в която данните се предават прекъсващо вместо, като непрекъснат поток. По-голямата част от комуникацията между основните устройства в компютрите (пр. между процесора и РАМ паметта и процесора и твърдия диск), както и между компютъра и периферията (модем, принтер и др) е асинхронна. Също така асинхронната комуникация включва и размяната на съобщения между компютри в мрежа, за които не е необходимо всички участници да са на линия (повечето пъти има само един активен участник в комуникацията и това е изпращача).
Сродни понятия са:
- едностранна комуникация (one-way communication)
- синхронна комуникация (synchronous communication)
- двустранна комуникация (two-way communication)

Един от основните критерии за класификация на онлайн комуникацията е дали тя се осъществява при условие, че участниците в нея са едновременно онлайн, или не. Относно този критерий съществуват два вида онлайн комуникация: синхронна, при която участниците в нея са едновременно онлайн, и асинхронна, при която това условие не е изпълнено.
При асинхронната комуникация (АК), участниците в нея четат и изпращат съобщения в удобно за тях време, което в общия случай не съвпада с времето, в което отсрещният кореспондент е онлайн. Тоест, налице е разлика във времето на получаване на съобщение и времето на изпращане на отговор на полученото съобщение.
Съществуват различни форми на АК, по-важните от които са следните:
- дискусионни форуми
- уеблогове
- e-mail-съобщения
- излъчване на аудио
- излъчване на видео

## OSI Модел
Съгласно мрежовия модел OSI има няколко вида асинхронна комуникация в зависимост от това на кой слой от модела се разглежа комуникацията между устройствата.

## Физически слой (Слой 1)
При асинхронна комуникация (АК) във физическия слой или още известна, като асинхронна серийна комуникация, блоковете от данни са кодови думи с определена дължина, примерно октет (байт) или ASCII букви, разделени стартов шаблон битове и краен шаблон битове. Променливо разстояние може да бъде вмъкната между две кодови думи и отсъства синхронизиращ сигнал. Примери за такава комуникация са RS-232C стандарт, MNP2 и V.2 модеми.

## Слоеве от 2 до 6
Асинхронната комуникация в тези слоеве е по известна, като статистическо разделяне на канала на комуникацията или пакетна комуникация, за пример асинхронен трансферен режим (АТМ). В този случай асинхронно предаваните блокове от данни се наричат пакети (фреймове за слой 2 или сегменти за слой 5).

## Приложен слой (Слой 7)
Това са всички приложения или сервизи които осигуряват връзка по дефиницията за асинхронна комуникация. Пример са e-mail, (протокол за файлов трансфер)FTP и голям брой приложения в интернет.